# Shaanxi Chang’an Athletic
Der Shaanxi Chang’an Athletic Football Club (chinesisch 陕西长安竞技足球俱乐部) ist ein professioneller chinesischer Fußballclub, der derzeit an der China League One teilnimmt. Der Verein befindet sich in Xi’an (Shaanxi) und trägt seine Heimspiele im Shaanxi-Provinz-Stadion aus.

## Geschichte
Shaanxi Chang’an Athletic wurde am 30. März 2016 durch gemeinsame Beiträge von acht Unternehmen mit Sitz in Xi’an gegründet. Als Teamname wurde der antike Begriff für Xi’an, Chang’an, ausgewählt. Sie traten 2016 in der vierten Liga und schafften es bereits im ersten Jahr in die dritte Liga aufsteigen. Das Team belegte den dritten Platz in der China League Two 2018 und verlor die Playoffs um den Aufstieg gegen die Guangdong Southern Tigers. Da jedoch Yanbian Fulde aufgrund von Steuerschulden nicht in der zweiten Liga antreten darf stieg der Verein dadurch in die China League One 2019 auf.

## Platzierungen
| Saison   | 2016 | 2017 | 2018 |
| -------- | ---- | ---- | ---- |
| Liga     | 4    | 3    | 3    |
| Position | 1    | 7    | 3    |